# Cetomimiformes

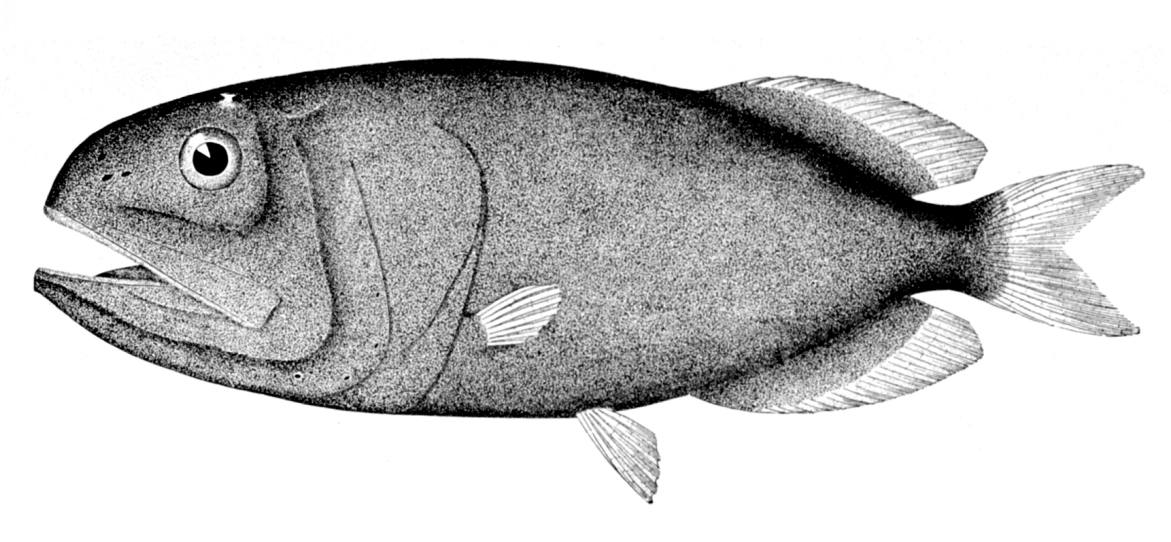
Rondeletia bicolor.

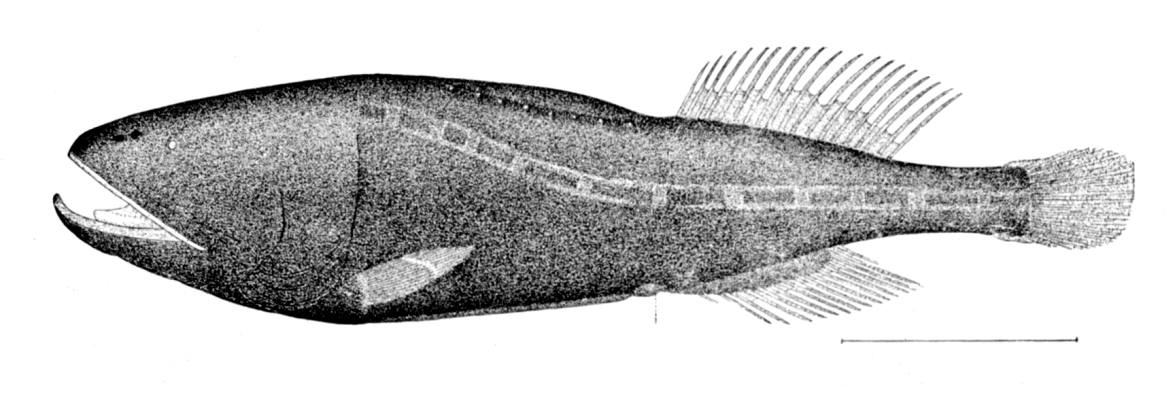
Ditropichthys storeri.

Los peces-ballena (Cetomimiformes) son un orden de peces marinos teleósteos del superorden acantopterigios, aunque algunas autoridades los encuadran dentro del muy parecido orden Stephanoberyciformes, llamándoles superfamilia Cetomimoidea.

## Anatomía
Son todos pequeños peces de aguas profundas abisales, con la forma general del cuerpo similar a una ballena con boca muy larga con el maxilar superior ausente o reducido y estómago altamente distensible, de color normalmente naranja o rojo sobre cuerpo negro. Sus aletas han evolucionado perdiendo completamente las espinas. En algunas especies los ojos están bien desarrollados, aunque en otras los ojos han degenerado. La línea lateral está compuesta de grandes tubos huecos, presentando tejidos bioluminiscentes. No tienen vejiga natatoria.

## Biología
El dimorfismo sexual es excepcionalmente fuerte, los machos sólo pueden crecer hasta los 3,5 cm mientras que las hembras pueden llegar a alcanzar diez veces este tamaño -dato traducido de este artículo en la Wikipedia inglesa- comportándose los machos como meros transmisores de esperma e incluso con casos extremos de ser parásitos de otros peces.

## Sistemática
Existen sólo tres familias dentro del orden Cetomimiformes o superfamilia Cetomimoidea:
- Familia Barbourisiidae (Parr, 1945) - Peces-ballena aterciopelados
- Familia Cetomimidae (Goode y T. H. Bean, 1895) - Peces-ballena flácidos
- Familia Rondeletiidae - Peces-ballena bocarroja